# The 3DO Company
The 3DO Company var ett amerikanskt företag grundat år 1991 av Trip Hawkins, Matsushita, AT&T, MCA, Time Warner och Electronic Arts.
Företaget utvecklade en konsol kallad 3DO som var tänkt att konkurrera med Sega och Nintendo. Konsolen var dyr i inköp och fick med tiden problem bland annat i form av konkurrens av Playstation. Företaget satsade då istället på PC-spel och köpte bland annat New World Computing inklusive spelserierna Might and Magic och Heroes of Might and Magic.
År 2003 gick företaget i konkurs, och de immateriella rättigheterna till Might and Magic-serierna övergick i Ubisofts ägo.